# Try, Try, Try
«Try, Try, Try» es el segundo sencillo promocional del disco Machina: The Machines of God de la banda estadounidense Smashing Pumpkins, el sencillo también incluye a la canción "Here's to the Atom Bomb".Es sin duda una de las mejores canciones del álbum, y una de las más suaves, en un álbum caracterizado por la fuerte distorsion de guitarras, es favorita entre los fanes de la banda. 
Lo más destacado de la canción es el video dirigido por Jonas Åkerlund, donde se muestra de una forma cruda el consumo de drogas en las calles; Jonas Åkerlund utilizó el video de esta canción para la realización de un corto llamado Try que aparece en Greatest Hits Video Collection 1991-2000.

## Lista de canciones
Todas las canciones fueron escritas por Billy Corgan.
1. «Try, Try, Try» – 5:09
2. «Here's to the Atom Bomb» – 4:26

## Posicionamiento
| Lista (2000)                   | Mejor posición |
| ------------------------------ | -------------- |
| Reino Unido (UK Singles Chart) | 73             |